# Vindula salayara
Vindula salayara är en fjärilsart som beskrevs av Hans Fruhstorfer 1912. Vindula salayara ingår i släktet Vindula och familjen praktfjärilar. Inga underarter finns listade i Catalogue of Life.